# Анно Дракула (роман)
«Анно Дракула» (англ. Anno Dracula) — роман британського письменника Кіма Ньюмана, виданий 1992 року, перший у серії «Анно Дракула». Це альтернативна історія з використанням англійських історичних подій і особистостей ХІХ століття, а також персонажів із популярної художньої літератури.

## Короткий зміст сюжету
Фоном для сюжету є взаємодія між людьми, які вирішили «перетворитися» на вампірів, і тими, хто є «теплими» (людьми). У ньому відображене політично обґрунтоване знищення повій-вампірів Джеком Різником. Читачеві почергово і співчутливо знайомляться з різними точками зору. Головні герої — Джек-Різник і його мисливці Шарль Борегард (агент клубу «Діоген»), а також Женев'єв Дьєдонне, старша французька вампірка (подібна версія Дьєдонне з'явилася в трилогії романів Ньюмена, написаної під псевдонімом Джек Йовіл, для всесвіту Warhammer Fantasy).

## Опис
Роман відходить від подій «Дракули» Брема Стокера. У цьому світі Влад Цепеш убив Абрагама ван Гелсінга, а травма руки доктора Джона Сьюарда під час бою з Ренфілдом призвела до того, що у вирішальний момент союзникам Ван Гелсінга не вистачило сил перемогти Дракулу. Натомість Дракула вбив Квінсі Морріса та Джонатана Гаркера та завершив перетворення Міни Гаркер на вампірку. Не маючи нікого, хто б йому протистояв, Дракула створює тисячі британських вампірів, одружується і перетворює королеву Вікторію (отримавши офіційний королівський статус як принц-консорт), і відкриває період посилення панування британських вампірів. Дракула добре просунувся у введенні поліцейської держави у Сполученому Королівстві, де незгодних можна ув'язнити або посадити на палю без суду. Багато провідних вчених та інтелектуалів країни, які вирішили залишитися «теплими» (включаючи Шерлока Холмса), ув'язнені в концентраційних таборах у сільських округах. Єдині з групи Ван Хельсінга, хто вижили — Сьюард, який зараз керує безкоштовною клінікою у Вайтчепелі, та Артур Голмвуд, лорд Ґодалмінг, який вирішив стати вампіром і якого новий прем'єр-міністр, лорд Рутвен, виховує як протеже.
Дьєдонне спустилася у світ, відвідуючи хворих вампірів у клініці Сьюарда. Коли вбивають іншу повію, інспектор Скотленд-Ярду Лестрейд звертається до них за порадою. Борегард, агент клуба «Діоген», отримує завдання полювати на вбивцю, якого громадськість прозвала «Срібний ніж», доки не буде доставлено анонімний лист, у якому його ідентифікують як «Джека-Різника». У розслідуванні жертви беруть участь Лестрейд, Дьєдонне та Борегард, а також капітан Костакі (офіцер Карпатської гвардії Дракули) і доктор Генрі Джекіл. Кожен з них вирушає в дорогу незалежно, з різними цілями. Крім того, лорд Ґодалмінг отримує завдання від лорда Рутвена очолити неофіційне розслідування, щоб зловити вбивцю.
Борегарда викрадає давній ворог, лідер тонгів, який оголошує перемир'я, розуміючи, що лондонський злочинний світ також сильно зацікавлений у захопленні Срібного Ножа. Через службові обов'язки між ним і його нареченою, Пенелопою Черчворд (двоюрідною сестрою його покійної першої дружини), починається розрив. У своєму прагненні до соціального злету Пенні також переконує Борегара погодитися на те, що після одруження вони обоє стануть вампірами.
Джек-Різник наносить два удари, але не вбиває одну зі своїх жертв, Елізабет Страйд, яку привозять до клініки. Намагаючись залікувати свої рани за допомогою перевтілення, Страйд робить це недосконало, перед смертю кидаючись на Сьюарда в агонії. Дьєдонне і Борегард не розуміють, що відбувається, і ніхто з них не знає, що Сьюард, збожеволівши від горя через втрату свого кохання, Люсі Вестенра, почав полювати на вампірів самотужки. Його вбивча діяльність тимчасово вщухає, коли він захоплюється іншою повією, Мері Джейн Келлі, яка дуже схожа на Люсі.
Під час тимчасового затишшя у вбивствах Борегард і Дьєдонне, маючи схожі ідеї, зближуються, тоді як Пенні дедалі більше дратує брак уваги з боку Борегарда. Поспіхом вона дозволяє Годалмінгу перетворити її, але перетворення відбувається недосконало, і Пенні ледь не помирає, перш ніж Борегард з допомогою Дьєдонне повертає їй здоров'я. Відштовхнутий істотою, на яку перетворилася Пенні, Борегар розриває їхні заручини, і вони з Дьєдонне стають коханцями.
Із незрозумілих причин загострюються громадські заворушення. Лідера антивампірів застрелено, а іншого з Карпатської гвардії підірвано динамітом, імовірно, обидва таємничі вампіри. Капітан Костакі та інспектор Скотланд-Ярду Маккензі утворюють малоймовірний союз, щоб знайти винуватця, але таємничий вампір влаштовує їм засідку, вбиваючи Маккензі та виводячи з ладу Костакі срібною кулею в його коліно. Підвинений у вбивстві Маккензі, Костакі ув'язнений у Лондонському Тауері під контролем Графа Орлока. Лорд Ґодалмінг таємно допитує Костакі, вважаючи, що він ідентифікував Різника як сержанта Дравота, вампірського агента клубу «Діоген». Бажаючи прибрати заслугу на себе, Ґодалмінг залишає Костакі засудити за смерть Маккензі. Слідкуючи за Дравотом на самоті, Ґодалмінг загострюється «випадковою» зустріччю зі своїм старим другом Сьюардом, не усвідомлюючи до пізніх термінів, що Сьюард є справжнім Різником, який вважає, що Ґодалмінг зрадив його та Люсі, ставши вампіром.
Борегард і Дьєдонне розуміють, що Сьюард — це Різник. Вони мчать до Вайтчепелу і затримують його, але не раніше, ніж він вб'є Келлі та Ґодалмінга. Вони залишають місце вбивства з Сьюардом під вартою, але потім зустрічають Драво, який зізнається, що діяв за наказом клубу «Діоген». Ці накази вимагали від нього вбити Маккензі, розпалювати заворушення і спостерігати, як Сьюард замордує Мері Джейн Келлі. Ці накази також вимагали, щоб офіційно існувало двоє Різників: Сьюард і Ґодалмінг працювали разом, поки не посварилися і Сьюард не вбив іншого. Борегард і Дьєдонне викликають однакову огиду. Коли Сьюард каже, що Дракула перетворить його на вампіра, щоб катувати вічно, з милосердя Борегард його вбиває.
Коли Борегард стикається зі своїм начальством у клубі «Діоген», він запитує, чому його взагалі доручили займатися цією справою, оскільки Драво виконував всю фактичну роботу. Йому кажуть, що Драво, вампір, не може бути визнаний офіційною заслугою в розкритті вбивств, і необхідно, щоб Борегард здійснив останній крок плану.
Борегард незабаром розуміє, що це означає, коли його та Дьєдонне запрошують до Букінгемського палацу, щоб отримати офіційну подяку від королеви Вікторії за їх роль у пійманні Різника. У палаці двоє закоханих стикаються з графом Дракулою, який тримає в полоні перетворену Вікторію. Знаючи, що жоден із них не зможе перемогти Дракулу в прямому бою, Борегард підсуває Вікторії срібний скальпель Сьюарда, дозволяючи їй убити себе, таким чином позбавляючи Дракулу його статусу принца-консорта та його законної влади над Великою Британією. Перш ніж вампіри встигають помститися, за межами палацу спалахує бунт — можливо, організований клубом — і виливається всередину, дозволяючи Борегарду та Дьєдонне втекти, а Дракула змушений тікати з країни.

## Персонажі
Ньюмен включив численні фігури з популярної художньої літератури (через історичний період багато з них із творів, що є загальнодоступними).

### Головні герої
| Особа                    | Творець              | Походження                       |
| ------------------------ | -------------------- | -------------------------------- |
| Шарль Борегард           | Кім Ньюман           | Оригінал                         |
| Пенелопа Черчворд        | Кім Ньюман           | Оригінал                         |
| Влад Цепеш, Граф Дракула | Брем Стокер          | Дракула                          |
| Даніель Дравот           | Редьярд Кіплінг      | Людина, яка хотіла стати королем |
| Майкрофт Холмс           | Артур Конан Дойл     | Мемуари Шерлока Холмса           |
| Костаки                  | Олександр Дюма       | Бліда леді                       |
| Інспектор Лестрейд       | Артур Конан Дойл     | Етюд у Скарлеті                  |
| Лорд Рутвен              | Джон Вільям Полідорі | Вампір                           |
| Кейт Рід                 | Брем Стокер          | Ранній проєкт Дракули            |
| Джон Сьюард              | Брем Стокер          | Дракула                          |
| Артур Голмвуд            | Брем Стокер          | Дракула                          |
| Женев'єв Дьєдонне        | Кім Ньюман           | Драхенфельс                      |
| Граф Вардалек            | Граф Стенбок         | Справжня історія вампіра         |
| Інспектор Макензі        | EW Hornung           | Лущик-аматор                     |

### Другорядні персонажі
Наступні персонажі лише згадуються або з'являються в романі лише коротко.

#### З літератури
| Особа                                                                                | Творець                                                                 | Походження                                                  |
| ------------------------------------------------------------------------------------ | ----------------------------------------------------------------------- | ----------------------------------------------------------- |
| Курт Барлоу                                                                          | Стівен Кінг                                                             | Салимове Лігво                                              |
| Наречені Дракули                                                                     | Брем Стокер                                                             | Дракула                                                     |
| Сер Денверс Керу                                                                     | Роберт Луїс Стівенсон                                                   | Химерна пригода з доктором Джекілом та містером Гайдом      |
| Томас Карнацький                                                                     | Вільям Гоуп Годжсон                                                     | Карнацкі, шукач привидів                                    |
| Ґунґа Дін                                                                            | Редьярд Кіплінг                                                         | Ґунґа Дін                                                   |
| Сомс Форсайт                                                                         | Джон Голсуорсі                                                          | Сага про Форсайтів                                          |
| Фу Манчу (відомий як «Небесний», «Доктор» і «Володар дивних смертей»)                | Сакс Ромер                                                              | Таємниця доктора Фу-Манчу                                   |
| Гріффін                                                                              | Герберт Веллс                                                           | Невидимець                                                  |
| Базіл Голворд                                                                        | Оскар Вайлд                                                             | Портрет Доріана Грея                                        |
| Міна Гаркер                                                                          | Брем Стокер                                                             | Дракула                                                     |
| Шерлок Холмс                                                                         | Артур Конан Дойл                                                        | Етюд у багряних тонах                                       |
| Доктор Генрі Джекіл та Едвард Гайд                                                   | Роберт Луїс Стівенсон                                                   | Химерна пригода з доктором Джекілом та містером Гайдом      |
| Кармілла Карнштейн                                                                   | Шерідан Ле Фаню                                                         | Кармілла                                                    |
| Лестат де Лайонкорт                                                                  | Енн Райс                                                                | Інтерв'ю з вампіром                                         |
| Махіт                                                                                | Бертольт Брехт                                                          | Тригрошова опера                                            |
| Адмірал сер Мандевіль Мессерві (передбачуваний предок адмірала сера Майлза Мессерві) | Ян Флемінг (похідний)                                                   | Оригінал                                                    |
| Себастьян Моран                                                                      | Артур Конан Дойл                                                        | Повернення Шерлока Холмса                                   |
| Доктор Моро                                                                          | Герберт Веллс                                                           | Острів доктора Моро                                         |
| Професор Моріарті                                                                    | Артур Конан Дойл                                                        | Спогади Шерлока Холмса                                      |
| Мугатроїди                                                                           | Вільям Швенк Ґілберт                                                    | Раддігор                                                    |
| Аллан Квотермейн                                                                     | Генрі Райдер Гаґґард                                                    | Копальні царя Соломона                                      |
| Руперт з Генцау                                                                      | Ентоні Гоуп                                                             | В'язень Зенди                                               |
| Білл Сайкс                                                                           | Чарлз Дікенс                                                            | Пригоди Олівера Твіста                                      |
| Сер Френсіс Варні                                                                    | Джеймс Малкольм Раймер і Томас Пекетт Прест                             | Вампір Варні                                                |
| Вейверлі (передбачуваний предок Олександра Вейверлі)                                 | Сем Рольф, Норман Фелтон                                                | Агенти U.N.C.L.E. (серіал, 1964-1968)                       |
| A. Дж. Раффлз                                                                        | Ернест Вільям Горнунг                                                   | Лущик-аматор                                                |
| Доктор Антоніо Нікола                                                                | Гай Бутбі                                                               | Пропозиція на щастя: або Вендета доктора Ніколи             |
| Клейтон                                                                              | Артур Конан Дойл                                                        | Собака Баскервілів                                          |
| Лорд Джон Рокстон                                                                    | Артур Конан Дойл                                                        | Загублений світ                                             |
| Люсі Вестенра                                                                        | Брем Стокер                                                             | Дракула                                                     |
| Абрагам ван Гелсінг                                                                  | Брем Стокер                                                             | Дракула                                                     |
| Ренфілд                                                                              | Брем Стокер                                                             | Дракула                                                     |
| Джонатан Гаркер                                                                      | Брем Стокер                                                             | Дракула                                                     |
| Квінсі Морріс                                                                        | Брем Стокер                                                             | Дракула                                                     |
| Лулу Шон                                                                             | Франк Ведекінд                                                          | Скринька Пандори (п'єса)                                    |
| Шанданьяк                                                                            | Кім Ньюмен                                                              | Драхенфельс                                                 |
| Старий Джаго                                                                         | Артур Моррісон                                                          | Дитина Джаго                                                |
| Іван Драгомілов                                                                      | Джек Лондон                                                             | Бюро вбивств                                                |
| Графиня Гешвіц                                                                       | Франк Ведекінд                                                          | Скринька Пандори (п'єса)                                    |
| Мелісса д'Акк                                                                        | Кім Ньюмен                                                              | Драхенфельс                                                 |
| Граф Брастов                                                                         | Чарльз Льюїс Грант                                                      | Тихий шепіт мертвих                                         |
| Князь Конрад Вулкан                                                                  | Роберт Маккаммон                                                        | Вони жадають                                                |
| Едвард Вейланд                                                                       | Сюзі Маккі Чарнас                                                       | Гобелен «Вампір»                                            |
| Барон Карнштейн                                                                      | Шерідан Ле Фаню                                                         | Кармілла                                                    |
| Леді Аделіна Дюкейн                                                                  | Мері Елізабет Бреддон                                                   | Добра леді Дюкейн                                           |
| Сара Кеньон                                                                          | Ф. Г. Лоринґ                                                            | Могила Сари                                                 |
| Етелінда Фіонгуала                                                                   |                                                                         | Таємниця Кена                                               |
| Графиня Долінген                                                                     | Брем Стокер                                                             | Гість Дракули та інші дивні історії                         |
| Амахаггер                                                                            | Генрі Райдер Гаґґард                                                    | Вона: історія пригод                                        |
| Езелін фон Клатка, також відома як Аззо фон Клатка                                   | Mark Twain                                                              | Таємничий незнайомець                                       |
| Мадам де ла Руж'єр                                                                   | Шерідан Ле Фаню                                                         | Дядько Сайлас                                               |
| Кларимонда                                                                           | Теофіль Готьє                                                           | La Morte Amoureuse                                          |
| Мартін Г'юїт                                                                         | Артур Моррісон                                                          | Мартін Ґ'юїт, слідчий                                       |
| Макс Каррадос                                                                        | Ернест Брама                                                            | Макс Каррадос                                               |
| Огастус Ван Дюзен                                                                    | Жак Футрель                                                             | Мисляча машина                                              |
| Котфорд                                                                              | Брем Стокер                                                             | Ранній проект Дракули                                       |
| Місіс Воррен                                                                         | Бернард Шоу                                                             | Професія місіс Воррен                                       |
| Пес Берсеркер                                                                        | Брем Стокер                                                             | Дракула                                                     |
| Луїс Бауер                                                                           | Патрік Гамільтон                                                        | Газове світло                                               |
| Володар кубка Вессексу                                                               | Артур Конан Дойл                                                        | Спогади Шерлока Холмса                                      |
| Місіс Емворт                                                                         | Едвард Фредерік Бенсон                                                  | Місіс Емворт                                                |
| Генрі Вілкокс                                                                        | Едвард Морган Форстер                                                   | Говардс Енд                                                 |
| Генерал Зарофф                                                                       | Річард Коннелл                                                          | Найнебезпечніша гра                                         |
| Детектив Гокшоу                                                                      | Ґас Маґер                                                               | Людина-квиток-відпустка                                     |
| Едвард «Нед» Данн Мелоун                                                             | Говард Волдроп                                                          | Пригоди Ґріндера Віслі                                      |
| Свіні Тодд                                                                           | Невідомо, але ймовірно Джеймс Малкольм Раймер та/або Томас Пекетт Прест | Нитка перлів                                                |
| Містер Пул                                                                           | Роберт Луїс Стівенсон                                                   | Химерна пригода з доктором Джекілом та містером Гайдом      |
| Джейкоб Марлі                                                                        | Чарлз Дікенс                                                            | Різдвяна пісня в прозі, або Різдвяне оповідання з привидами |
| Калеб Крофт                                                                          | Девід Чейз                                                              | Натюрморт                                                   |
| Фейгін                                                                               | Чарлз Дікенс                                                            | Пригоди Олівера Твіста                                      |
| Аллан Квотермейн                                                                     | Генрі Райдер Гаґґард                                                    | Копальні царя Соломона                                      |

#### З кіно чи телебачення
| Особа                       | Походження               |
| --------------------------- | ------------------------ |
| Адам Адамант                | Адам Адамант живе!       |
| Барон Майнстер              | Наречені Дракули         |
| Барнабас Коллінз            | Темні тіні               |
| Старший китайський вампір   | Пан вампір               |
| Принц Мамувальде            | Блакула                  |
| Граф Орлок                  | Носферату. Симфонія жаху |
| Джон Рід                    | Самотній рейнджер        |
| Граф фон Кролок             | Бал вампірів             |
| Граф Йорга                  | Граф Йорга, вампір       |
| Карл Колчак                 | Нічний Сталкер           |
| Дон Себастьян де Вільянуева | Чорний замок             |
| Вурдалак                    | Чорний шабаш             |
| Люціан де Терре             | Лондонські перевертні    |
| Граф Міттергауз             | Вампірський цирк         |
| Арман Тесла                 | Повернення вампіра       |
| Граф Дюваль                 | Ель Вампіро              |
| Графиня Марія Залеська      | Дочка Дракули            |
| Аса Вайда                   | Чорна неділя             |
| Мартін Куда                 | Мартін                   |
| Ентоні                      | Нічний переслідувач      |
| Доктор Равна                | Поцілунок вампіра        |
| Доктор Каллістрат           | Кров вампіра             |

## Історичні люди, згадані або фігурують як персонажі
- Граф Каліостро
- Александер Грем Белл
- Олександра Данська
- Олександр Педаченко
- Альфред Теннісон
- Альфред Вотергауз
- Алджернон Чарлз Свінберн
- Енн Бонні
- Анні Безант
- Енні Чепмен
- Антуан Огюстен Кальме
- Арнольд Тойнбі
- Артур Моррісон
- Артур Салліван
- Барбара Циллі (тут вважається однією з трьох наречених Дракули)
- Беатрікс Поттер
- Бенджамін Франклін
- Біллі Кід
- Брем Стокер (у світі Анно Дракула здається, що він ніколи не писав роман «Дракула», оскільки персонажі з нього представлені тут як реальні люди)
- Калігула
- Кетрін Еддовз
- Катерина II
- Чарлз Дарвін
- Чарльз Джозеф Пейс
- Чарльз Воррен
- Констанс Наден
- Граф Сен-Жермен (втім, ідея про те, що він був вампіром, походить з фільму «Готель „Трансільванія“» та його продовжень, написаних Челсі Квінн Ярбро)
- Деніел Голс
- Девід Коен
- Едвард Евелінг
- Едвард Бувері Пусі
- Едвард Булвер-Літтон
- Едвард Карпентер
- Едуард VII
- Едвард Берстоу
- Елеонора Маркс
- Єлизавета Баторій (її опис дуже нагадує німецько-бельгійський фільм жахів 1971 року Дочки темряви')
- Елізабет Гарретт Андерсон
- Елізабет Страйд
- Еллен Террі
- Емма Елізабет Сміт
- Ейр Мессі Шоу
- Флоренс Балкомб
- Френсіс Коулз
- Френк Гарріс
- Фредерік Абберлайн
- Фредерік Гордон Браун
- Галілео Галілей
- Джордж Бернард Шоу
- Джордж Ласк
- Георг VI
- Джордж Вудбрідж (актор) (хоча він народився після подій книги, він зіграв у фільмах Дракула (фільм 1958), Дракула: Князь пітьми та Джек Різник (фільм 1959)).
- Ґай Фокс
- Генрі Гайндман
- Генрі Лабушер
- Генрі Метьюз
- Ісаак Ньютон
- Ізабелла Бітон
- Джеймс Вістлер
- Жанна д'Арк
- Джон Генрі Голідей
- Джон Кібл
- Джон Нетлі
- Джон Пайзер
- Джонатан Вайлд
- Джозеф Барнетт
- Джозеф Грімальді
- Джозеф Меррік
- Леслі Стівен
- Льюїс Керрол
- Луїс Демшютц
- Марі Кореллі
- Марі Меннінг
- Марія Спарталі Стіллман
- Марк Паттисон (науковець)
- Марта Тебрем
- Мері Енн Ніколс
- Мері Джейн Келлі
- Монтегю Друїтт
- Ніколае Йорга
- Олівія Шрайнер
- Оскар Вайлд
- Пет Гарретт
- Пітер Ґатрі Тейт
- Альберт Віктор, герцог Кларенс
- Королева Вікторія
- Ребекка Космінська (можливе посилання на Аарон Космінський)
- Річард Джеффріс
- Роберт Андерсон
- Роберт Каннінгем-Грем
- Роберт Донстон Стівенсон (тут звертається як «Д'Онстон»)
- Роберт Джеймс Ліс
- Роберт Нокс
- Роуз Майлетт (також з'являється її донька Лілі)
- Семюель Барнетт
- Сер Фредерік Тревес, 1-й баронет
- Софія Джекс-Блейк
- Теодор Воттс-Дантон
- Томас Бонд (британський хірург)
- Томас Карлайл
- Томас Едісон
- Томас Генрі Гакслі
- Томас Джон Барнардо
- Вергілій
- Влад Цепеш (тут вважається, що це та сама особа, що й Дракула)
- Вільям Швенк Ґілберт
- Волтер Сікерт
- Вільям Бут
- Вільям Галл
- Вільям Голман Гант (також згадується його дружина Едіт Во)
- Вільям Ле Кьо
- Вільям Морріс
- Вільям Толстой
- Вільям Томас Стід
- Вінн Едвін Бакстер

## Критичний прийом
З обкладинки книги: «Найповніший, блискучий, сліпуче зухвалий вампірський роман на сьогодні» (Локус); «Тур де чотири, який має блискучий успіх» (The Times); «Чудове поєднання політичної сатири, мелодраматичної інтриги, готичного хоррору та альтернативної історії» (The Independent).
Девід Кругман з The Telegraph сказав, що в книзі не було жодного страху, але також зазначив, що вона добре написана та добре побудована. Майло з The Guardian також відзначив сюжет книги та її добре продумані повороти. К. Т. Фіппс з журналу Grimdark спостерігав за атмосферою роману та порівнював його похмуру обстановку з творами Алана Мура.